# Greenville (Alabama)
Greenville è un comune degli Stati Uniti d'America situato nella contea di Butler dello Stato dell'Alabama.